# تشنغدو وينغ لونغ-10
تشنغدو وينغ لونغ-10 هي طائرة دون طيار تم تطويرها من قبل مجموعة تشنغدو لصناعة الطائرات الصينية لمهام الاستطلاع والضربات الدقيقة.